# Генрих Јагода
Генрих Григорјевич Јагода (рус. Ге́нрих Григо́рьевич Яго́да; Рибинск, 7. новембар 1891 — Москва, 15. март 1938), рођен као Енох Гершевич Јегуда (рус. Енох Гершевич Иегуда) био је јеврејски совјетски политичар и обавештајац, најпознатији као директор НКВД који је директно руководио масовним убијањем цивилног становништва и политичким прогонима.

## Биографија
Рођен је 1891. године у Рибинску, у јеврејској породици. Бољшевицима придружио 1907. године. Након Октобарске револуције се придружио тајној полицији Чека и до 1923. постао други заменик Феликса Дзержинског.
Био је директор совјетске тајне полиције НКВД од 1934. до 1936, за то време под његовим руководством НКВД је спровела масовни злочин у коме је убијено између 50 000 и 100 000 држављана Совјетског Савеза. На то га је место поставио Јосиф Стаљин, те је руководио обавештајно-полицијском операцијом која је 1936. довела до првог од московских процеса темељем којих су осуђени и погубљени Стари бољшевици Лав Камењев и Григориј Зиновјев, а што се традиционално сматра почетком Велике чистке.
Јагода је упркос том успеху, због кокетирања са Стаљиновим партијским супарницима у прошлости и несклоности да се чистка интензивира као и због геноцида над огромним бројем цивилне популације брзо пао у Стаљинову немилост те је смењен, ухапшен, а на крају и осуђен као издајица на Трећем московском процесу 1938. године. Погубљен је од стране свог наследника Николаја Јежова, који је након неколико година и сам доживео исту судбину.